# Vladimír Godár
Vladimír Godár (Bratislava, 16 maart 1956) is een Slowaaks componist.

Al in 1964 begint hij op school pianolessen te volgen; vanaf 1969 studeert hij compositie bij leraar Peter Bartovic. Daarna vanaf 1971 tot 1975 studeerde hij aan het Conservatorium te Bratislava bij Juraj Pospíšil (compositie) en Mária Masariková (piano). Toen dat eenmaal afgerond was leerde hij verder compositie bij Dezider Kardoš bij de plaatselijke Academie voor Muziek en Uitvoerende Kunsten. Ondertussen werkte hij als editor op het gebied van muziekboeken bij OPUS Uitgeverij. Na eenmaal toegetreden te zijn tot de Slowaakse Componisten Bond (verplicht in Oostbloklanden), kon hij aan de slag als leraar aan de Academie waar hij eerst lessen had gevolgd. Daarna bekleedde hij allerlei functies op Muziekgebied in Slowakije. Momenteel (2007) geeft hij les aan de Kunstacademie in Banská Bystrica.
Hij is niet zo bekend in Europa en de Verenigde Staten; de meeste uitgaven van zijn muziek vonden plaats via een Slowaaks platenlabel. Een aantal werken dat eerst via een lokaal muzieklabel is uitgebracht, is in 2006 uitgegeven door ECM Records.

## Besproken Werken
- 1997: Ecce Puer
- 2003: Magnificat